# أسلوب فيلدنكريز
أسلوب فيلدنكريز وغالبا يُشار إليه «فيلدنكريز» وهو نظام تعليمي جسدي، صممه اختصاصي الفيزياء الإسرائيلي موشييه فيلدنكريز(1904-1984).

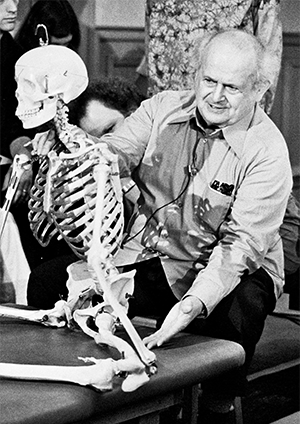
فليدنكرز يوضح كيفية عمل الهيكل العظمي في وضعية الجلوس.

يهدف أسلوب فيلدنكريز إلى تقليل الألم أو الحد منه أثناء الحركة، لتقوية الوظيفة البدنية وتعزيز السلامة العامة عن طريق زيادة وعي المتعلمين أنفسهم ورفع مستوى الحركات.

## المنهج
فيلدنكريز يعتقد أن زيادة الوعي الذاتي واستقبال الإحساس العميق للشخص أثناء الحركة الوظيفية قد يؤدي إلى زيادة الوظيفة، تقليل الألم، سهولة ومتعه أكبر أثناء الحركة.لذلك اسلوب فيلدنكريز هو علم أصول تدريس حركي (بيداغوجيا), وهو مشابه لأسلوب الكسندر في كونه تعليمي وليس بصورة علاج بالمناورة، الاسلوب مازال تجريبي، ويوفر الادوات للملاحظة الذاتيه خلال تحقيق الحركة.
يلفت الطبيب المُمارس الانتباه إلى أنماط الحركة المعتادة والتي قد تكون غير فعالة أو مرهقة ويتم استبدالها بأنماط جديدة مستخدماً اللطف والبطء والحركات المتكررة. يُعتقد أن التكرار البطيء قد يكون ضرورياً للتعود على عادة جديدة والسماح لهذه العادة أن تكون روتيناً طبيعياً. هذه الحركات قد تكون ساكنة (يؤديها الطبيب المُمارس على جسم المستفيد). أو حركية (يؤديها المستفيد).المستفيد يكون بكامل ملابسه.
فيلدنكريز يُستخدم لتقوية أنماط الحركة بدلاً من معالجة إصابات أو أمراض محددة.هذا التركيز الكامل يعني أن الغاية الأساسية ليست معالجة الإصابات.لكن، يمكن أن تُستخدم كنوع
من الطب التكميلي لان تصحيح أنماط الحركة المعتادة يمكن أن يساعد على علاج الإصابة والألم والخلل البدني.

## الدراسات العلميه
في 2005م في مراجعة منهجية عشوائية محكومة التجارب وُجدت ستة تجارب منشورة لأسلوب فيلدنكريز والتي تناولت مجموعة متنوعة من السكان. خمسة منها سجلت نتائج إيجابية وواحدة لم يلاحظ فيها أي تغيير أشارت الدلائل لمرض التصلب المتعدد.خلاصة التقرير أن الأدلة الناشئة في ذلك الوقت كانت «مشجعة» لكن ليست مقنعة إلى حد ما، بسبب دراسة عيوب التصميم.
شهادة نقابة فلدينكريز
للحصول على شهادة الممارس المعتمد، يُكمل معلمي فيلدنكريز 800 ساعة من التدريب لمدة تتجاوز الأربع سنوات.أما المستويات الاحترافية فيعينها اتحاد فيلدنكريز العالمي.مُمارسي فيلدنكريز مؤهلون بواسطة نقابة فيلدنكريز الإقليمية التي تتواجد في أحد الدول السبعة عشر.وكل نقابة تحتفظ بقائمة من الممارسين.